# Sulli
Choi Jin-ri (hangul: 최진리), mer känd under artistnamnet Sulli (hangul: 설리), född 29 mars 1994 i Busan, död 14 oktober 2019 i Seongnam, var en sydkoreansk sångerska, skådespelare och fotomodell. Sulli debuterade först som barnskådespelerska och medverkade i SBS historiska drama Ballad of Seodong (2005). Efter detta fick hon ett antal gästroller och medverkade i tv-serierna Love Needs a Miracle (2005), Drama City (2007) och filmen Vacation (2006). Därefter dök hon sedan upp i filmerna Punch Lady (2007) och BABO (2008), den förstnämnda var hennes första gång då hon hade en större roll.
Efter att ha skrivit på ett skivkontrakt med SM Entertainment blev Sulli framstående som medlem i tjejgruppen f(x) som bildades 2009. Gruppen nådde både kritisk och kommersiell framgång, med fyra koreanska singlar som hamnade högst på topplistorna och blev internationellt kända efter att ha blivit den första koreanska gruppen att uppträda på SXSW. Bredvid sin musikkarriär återvände Sulli till skådespeleriet då hon spelade huvudrollen i den romantiska komediserien, To the Beautiful You (2012), en koreansk anpassning av shōjo-mangan Hana-Kimi. Hennes framträdande mottogs positivt och hon fick två SBS Drama Awards och en nominering vid den 49:e Paeksang Arts Awards.
Sullis filmkarriär fortskred då hon spelade huvudrollen i fantasyfilmen The Pirates (2014) och dramat Fashion King (2014). Under pressturnén för The Pirates tog Sulli en paus från underhållningsindustrin på grund av hälsoproblem och efter ett års lång frånvaro från f(x) lämnade hon gruppen i augusti 2015. Mellan 2015 och 2017 inledde hon ett antal modellkampanjer innan hon blev en global varumärkesambassadör för Estée Lauder. Sulli fick uppmärksamhet för sin roll i neo-noir-thrillern Real (2017). Hon återvände senare till musikbranschen 2018, gjorde ett gästspel på Deans singel "Dayfly" och släppte sin debutsolosingel "Goblin" i juni 2019, vilket var hennes sista musikaliska projekt före hennes död.
Sulli var igenkänd som en framstående figur i den koreanska populärkulturen för sin frispråkiga personlighet, blev den mest googlade personen i Sydkorea 2017, före dåvarande presidenten för Sydkorea Moon Jae-in, och före detta presidenten för Sydkorea Park Geun-hye, som åtalades det året.

## Tidigt liv
Sulli föddes den 29 mars 1994 i Busan, Sydkorea. Sulli strävade efter att bli skådespelerska och gick i Jungbu Elementary School innan hon flyttade till Seoul ensam 2004, medan hon gick i fjärde klass, för att gå på MTM Academy i Seoul, en teaterskola där hon på deltid studerade sång, dans och skådespeleri. Hon hade tidigare varit inskriven i en annan skådespelarskola av sin mamma i unga år. Innan hon debuterade som barnskådespelerska och efter att hon skrivit på till SM Entertainment ändrades hennes artistnamn från Choi Jin-ri; vilket betyder "sanningen" på koreanska, till Sulli följt att en reporter tyckt att hennes födelsenamn var "för kristet" och att människor från andra religioner inte skulle gilla det. I en intervju tolkade hon sitt artistnamn till att betyda "päron som blommar i snön".

## Karriär

### 2005-2008: Karriärstart
2005 började Sulli skådespela professionellt vid 11 års ålder, när hon valdes ut att spela den unga prinsessan Seonhwa av Silla i SBS-dramat Ballad of Seodong. Hon fortsatte att ta på sig mindre roller i tv-draman och filmer som Vacation (2006), Punch Lady (2007), The Flower Girl is Here (2007) och BABO (2008).
När Sulli gick i fjärde klass gick hon på en SM Entertainment audition, under vilken hon sjöng S.E.S. låt Chingu. Efter auditioenn fick hon officiellt rollen som en S.M. praktikant och under samma år, flyttade in i en sovsal med Taeyeon och Tiffany från Girls' Generation. Hon fortsatte att stanna där fram till debuten av Girls' Generation, 2007.

### 2009–2017: Debut med f(x), uppehåll och fortsatt skådespelarkarriär
Huvudartikel: f(x) (musikgrupp)
Den 5 september 2009 debuterade hon som medlem i gruppen f(x), med singeln "La Cha Ta".

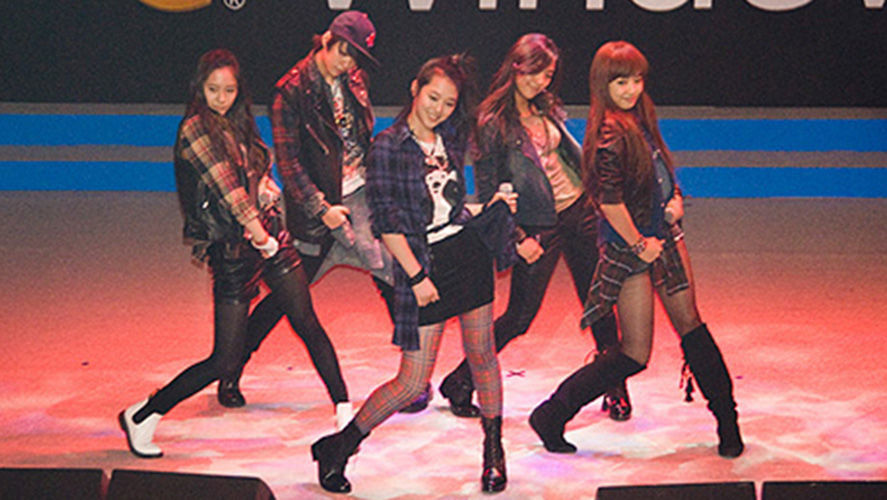
f(x) uppträder på Microsoft Windows 7 Blogger 777-festen

I augusti 2012 spelade Sulli huvudrollen i To the Beautiful You, baserad på den berömda japanska shōjo-mangaserien Hanazakari no Kimitachie. Dramaserien började sändas den 15 augusti 2012 på SBS. Sulli spelar Gu Jae-hee, som klär ut sig till en pojke för att gå på samma skola som den hon är kär i. För att förbereda sig för sin roll klippte Sulli som var känd för sitt långa hår 60 cm av det. Hon vann senare New Star Award vid SBS Drama Awards för sin utförande i dramat.
2013 blev Sulli och hennes bandmedlem Krystal Jung de nya ansiktena för sminkmärket Etude House. Mitt under Red Light-kampanjen, den 24 juli 2014, meddelade SM Entertainment att Sulli hade bestämt sig för att ta en paus från den sydkoreanska underhållningsindustrin på grund av att hon var mentalt och fysiskt utmattad från de kontinuerliga skadliga kommentarerna och ryktena om att hon dejtade Dynamic Duo-rapparen Choiza, vilket inte hade bekräftats vid den tiden, och falska rykten om att hon var gravid. Dessutom, på grund av hennes uppehåll, deltog hon inte i marknadsföringen av äventyrsfilmen The Pirates tillsammans med Son Ye-jin och Kim Nam-gil, där hon spelade en bikaraktär vid namn Heuk-myo, en ung tjej som blev pirat efter att ha blivit räddad av den kvinnliga kaptenen. Men senare samma år återupptog hon sin skådespelarkarriär genom att delta i marknadsföringen av komedifilmen Fashion King, baserad på webbfilmserien med samma namn, där hon spelade en huvudroll tillsammans med Joo Won och Kim Sung-oh. I augusti 2015, ett år efter hennes uppehåll, meddelades det att Sulli officiellt hade lämnat gruppen.
2017 spelade Sulli en huvudroll i filmen Real med Kim Soo-hyun.

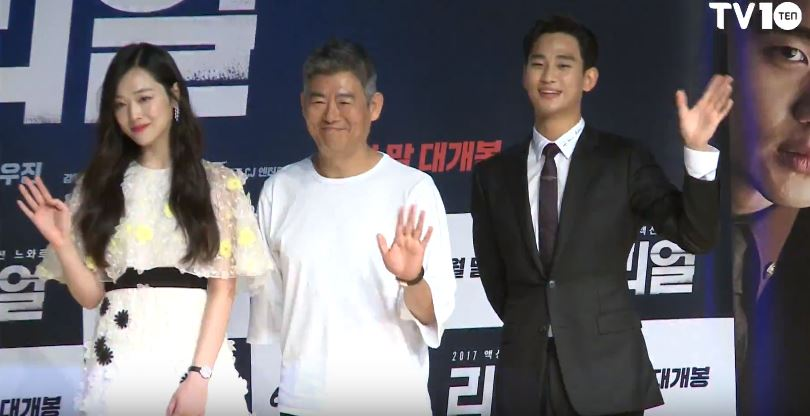
Sulli med skådespelarna i den koreanska filmen Real 2017

### 2018–2019: Solokarriär och sista projekten
Sulli var med i Deans singel "Dayfly", som släpptes den 9 november 2018, och var hennes första release sedan hon lämnade f(x) 2015. Den 29 juni 2019 debuterade Sulli som soloartist med singelalbumet "Goblin", där hon var med och skrev och producerade alla låtarna, och höll en specialscen Peaches Go!blin samma dag på SM Town Theatre.
2019 var Sulli med i JTBC2-showen The Night of Hate Comments, som diskuterade kändisars reaktioner på hatkommentarer, skadliga rykten och nätmobbning som de hade stött på online. I det första avsnittet, svarade Sulli glatt på de elaka kommentarerna, ett uppträdande som gav henne en etikett i programmet, "hatkommentarernas kärnvapenbomb". Hon höll med en kommentar som sa att hennes största framgång var hennes sociala närvaro på SNS och att hon är en uppmärksamhetssökare. Hon höll inte med en kommentar som sa att hon såg ut som en knarkare på grund av sina stora vidgade pupiller, och sa att hon inte har gjort något olagligt, men hade studerat drogbeteende under metodskådespeleri för filmen Real. Hon förnekade även att hon gick utan behå för att söka uppmärksamhet utan sa att det var bekvämare för henne, att det var "naturligare och snyggare", och att hon ser behåar som en accessoar som hon ibland bär. Hon sa: "Jag önskar att folk skulle titta på mig och tänka: "Ja, det finns en sådan människa! Acceptera skillnaden". Medan hon diskuterade tidigare hatkommentarer hon hade fått, sa hon att hon hade tänkt stämma en kommentator, men kommentatorn, som var en student vid ett prestigefylld universitet, hade skickat ett långt brev med ursäkter och hon hade förlåtit dem. Hon sa dock att hon inte skulle göra detsamma igen. Den 14 oktober 2019 spelade skådespelarna och producenterna in ytterligare ett avsnitt, enligt ett måndagsschema, omedvetna om Sullis död, vilket rapporterades senare under dagen.
Sulli fick en huvudroll i den andra säsongen av Netflix-serien Persona. Den 23 oktober 2019 meddelade Mystic Story, produktionsbolaget, att de har beslutat att tillfälligt avbryta produktionen, eftersom Sulli var mitt uppe i inspelningen av det andra av fem planerade avsnitt för serien när hon dog.

## Offentlig bild
| När jag först la upp bilder på mig utan behå så var det så många olika reaktioner. Jag kunde ha blivit rädd och gömt mig, men det gjorde jag inte. Jag ville att folks fördomar skulle försvinna. |
| – —Sulli i det första avsnittet av The Night of Hate Comments 2019 |

Efter hennes avgång från f(x) fick Sulli förnyad pressuppmärksamhet för sin okonventionella personlighet som polariserade allmänhetens mottagande. Vissa mediamedlemmar stämplade henne som "excentrisk" och "framåttänkande", medan konservativa medier ansåg henne vara "olämplig" och "absurd". Sullis persona har blivit parodierad på Saturday Night Live Korea. Ett antal medier tillskrev motreaktionen mot Sulli till det faktum att hennes offentliga bild inte var så noggrant konstruerad som många av hennes samtida i idolindustrin var, och hon utmanade direkt samhällets förväntningar på kvinnor i den koreanska kulturen. Associated Press beskrev Sulli som någon som "var känd för sin feministiska röst och frispråkighet som var sällsynt bland kvinnliga underhållare i djupt konservativa Sydkorea."
Den 14 augusti 2018 uttryckte Sulli stöd för Comfort Women Day, en nationell minnesdag för att hedra offren för sexuellt slaveri under andra världskriget av den japanska kejserliga armén. Dessutom proklamerade Sulli att hon var en förespråkare för no bra-rörelsen, efter att ha tidigare kritiserats för att ha blivit bh-lös i flera inlägg på sociala medier.
Sulli, i verkligheten, talade ut mot nätmobbning, som påverkade henne personligen eftersom hon ofta var måltavla för onlineövergrepp för sin dikotoma offentliga bild. Hon uttryckte sin förhoppning om att människor kunde acceptera varandras olikheter och sa, "det finns så många unika typer av människor i det här landet med så mycket talang och jag känner att de slösar bort den genom att lägga sin energi på att kritisera andra så här online." Efter hennes framträdande i The Night of Hate Comments, uttryckte Billboard K-Towns Jeff Benjamin att Sullis framträdande i programmet verkade spegla hennes kontroversiella livsstil. Han sa att "som den yngsta och mest frispråkiga värden" pratade hon om många personliga ämnen, inklusive "hennes graviditetsrykten, familjeplaner, dejtingpreferenser och mer."
Sulli var en konstnär, med en av hennes teckningar (med rubriken "Porträtt") som inspirationen till IU:s låt "Red Queen" från hennes 2015 Chat-Shire-album. Sulli var också inspirationen till IU:s låt "Peach".

## Privatliv
Mellan september 2013 och mars 2017 dejtade Sulli Dynamic Duo-rapparen Choiza, under vilken båda kändisarna fick utstå illvilliga kommentarer och nätmobbning under hela sin relation.
I oktober 2018 berättade Sulli att hon hade kämpat med panikångest och social fobi sedan hon var ung. Innan hon dog led Sulli av en svår depression.

## Död och påverkan

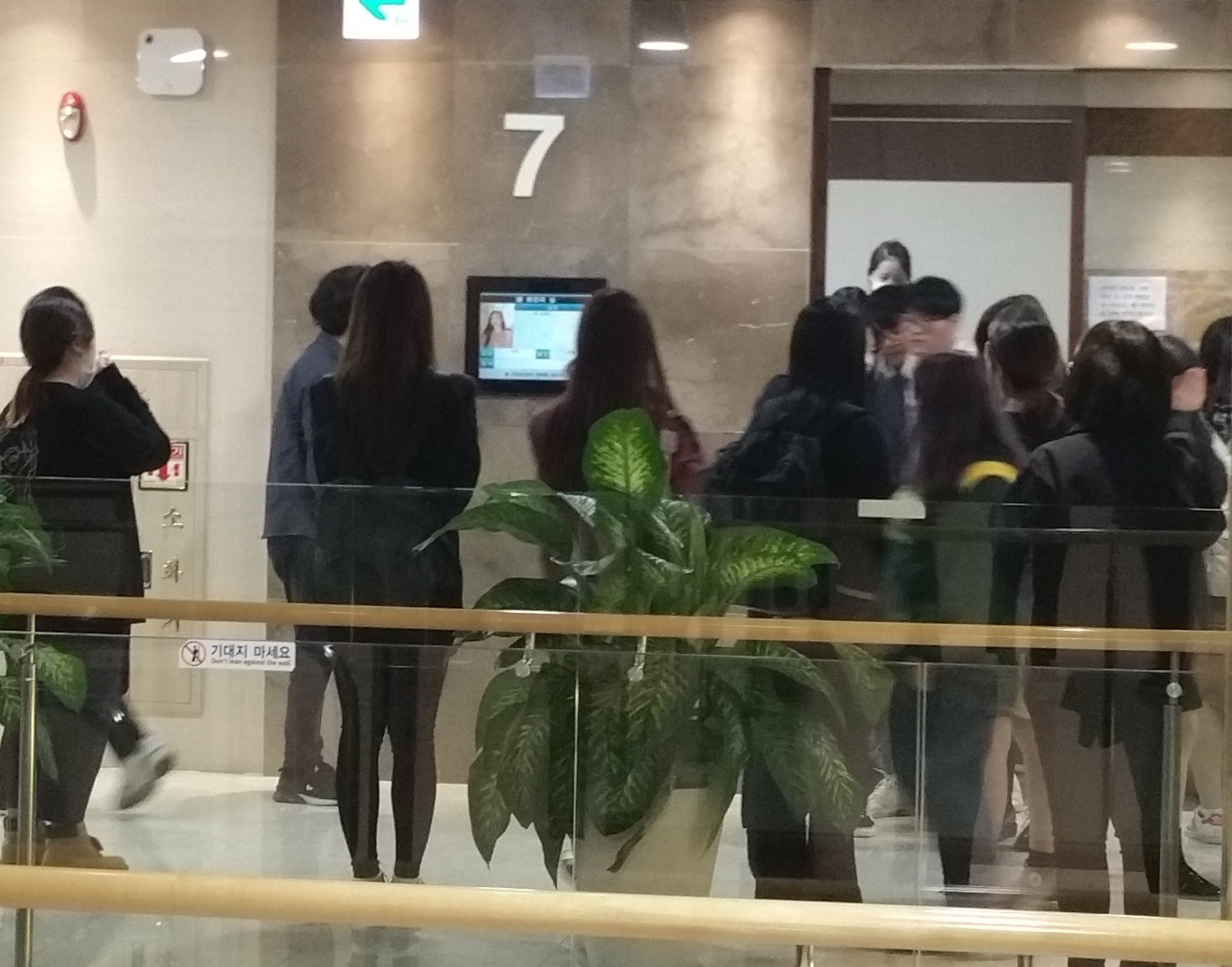
Fans vid ingången till minneshallen, Severance Hospital, 16 oktober 2019

Nyheter som läckt ut av en anställd på en nödcentral avslöjade att den 14 oktober 2019, cirka 15.20. KST, hittades Sulli död av sin manager efter att ha hängt sig själv på andra våningen i hennes hus i Seongnam, söder om Seoul. Hennes manager ska ha besökt huset när han inte kunde nå henne, efter att ha pratat med Sulli via telefon dagen innan vid 18:30. KST. Polisen uppgav att de utredde det som ett möjligt självmord eftersom det inte fanns några tecken på fult spel eller ett inbrott. De hittade en handskriven lapp i hennes dagbok där hon beskrev sina känslor, men kom fram till att det inte var ett självmordsbrev. Den 15 oktober begärde polisen obduktion för att fastställa dödsorsaken och utförde det följande morgon och drog slutsatsen att hennes kropp inte visade några dödstecken på grund av extern kraft, och det är sannolikt ett självmord som inträffade natten till den 13 oktober eller morgonen den 14 oktober.
Begravningen var till en början stängd för media såväl som fans och hölls privat av familjemedlemmar och vänner. SM Entertainment öppnade en separat lokal i Severance Hospitals begravningshall i Sinchon-dong, Seoul den 15 och 16 oktober för fans som ville visa sin respekt. Olika kändisar och företag, som tidigare bandkamrater Krystal, Victoria Song, Amber Liu och Luna, medsångare och vän IU, Dynamic Duo, och premiären av filmen Gift, avbröt sina aktiviteter för att sörja Sulli. Den 17 oktober, efter en fyra dagar lång privat begravning och sorgceremoni på ett sjukhus i Seoul, begravdes Sulli på en okänd plats.
Sullis död kopplades av olika medier till depression orsakad av nätmobbning. Efter hennes död avslöjades det att Sulli upprepade gånger bett sin agentur, SM Entertainment, att vidta kraftfulla åtgärder mot de hatkommentarerna och nätmobbningen. Sammanlagt sju namninsamlingar lades ut på det sydkoreanska presidentkontorets webbplats där de krävde hårdare straff för nätmobbning och stärkt användning av systemet med riktiga namn när man postar kommentarer och skapar konton. Dessutom diskuterade den politiska kretsen olika sätt att förhindra att en sådan tragedi inträffar igen. En handling under den föreslagna titeln "Sulli Act" nämndes vid en allmän granskning av Korea Communications Commission den 21 oktober, där representanten Park Dae-chool från Liberty Korea Party sa att han skriver ett lagförslag för att anta en ny lag för att öka ansvaret för kommentarer genom att införa ett internet-system för riktiga namn. Dessutom föreslog representanten Park Seon-sook den 25 oktober en partiell ändring av lagen om främjande av informations- och kommunikationsnätverk och informationsskydd, som ålägger en skyldighet för leverantörer av informations- och kommunikationstjänster att ta bort hatkommentarer. Dessutom inkluderade ändringen att skadliga kommentarer markeras som olaglig information, och att alla som såg skadliga kommentarer, inte bara den som attackerades, kan begära att de raderas. Samma dag föreslog Rep. Park Dae-chool också en ändring av lagen om främjande av informations- och kommunikationsnätverk och informationsskydd som skulle tillåta avslöjande av fullständiga namn på personer som postar kommentarer under användarnamn och stärka ansvarsskyldigheten för onlinekommentarer genom att visa IP:er. Den 25 oktober 2019 meddelade Kakao att de tillfälligt inaktiverar kommentarer på underhållningsnyheter för att förhindra hatkommentarer och tar bort relaterade söktermer när de söker efter personers namn under ett år.
Efter hennes död började "Love You Sulli" (설리 사랑해) bli en trend i ett försök från fansen att dölja negativa sökresultat. IU:s låt "Peach", som skrevs om Sulli, kom in på topplistorna igen. Goo Hara, som var Sullis nära vän, dog av självmord en månad efter Sullis död.

## Diskografi

### Album
| Datum       | Albumtitel     | Topplacering         |
| Datum       | Albumtitel     | Sydkorea(Gaon Chart) |
| ----------- | -------------- | -------------------- |
| 4 maj 2010  | Nu ABO         | 2                    |
| 20 apr 2011 | Pinocchio      | 1                    |
| 10 jun 2012 | Electric Shock | 1                    |
| 29 jul 2013 | Pink Tape      | 1                    |
| 7 jul 2014  | Red Light      | 1                    |

## Filmografi

### Film
| År   | Titel                               | Roll                                |
| ---- | ----------------------------------- | ----------------------------------- |
| 2007 | Punch Lady                          | Gwak Chun-sim                       |
| 2008 | BABO                                | Ji-ho (som ung)                     |
| 2010 | A Turtle's Tale: Sammy's Adventures | Shelly (röstroll) koreansk dubbning |
| 2014 | The Pirates                         | Heuk-myo                            |
| 2014 | Fashion King                        | Kwak Eun-jin                        |
| 2017 | Real                                | Song Yoo-hwa                        |

### TV-drama
| År   | Titel                | Kanal | Roll                                  |
| ---- | -------------------- | ----- | ------------------------------------- |
| 2005 | Ballad of Seodong    | SBS   | Prinsessan Seonhwa av Silla (som ung) |
| 2005 | Love Needs a Miracle | MBC   | Na Sun-ju (cameoroll)                 |
| 2006 | Vacation             | SBS   | Jin-joo                               |
| 2010 | Oh! My Lady          | SBS   | fotomodell (cameoroll)                |
| 2011 | Welcome to the Show  | SBS   | Sulli                                 |
| 2012 | To the Beautiful You | SBS   | Goo Jae-hee                           |